# كريستيان جنسن
كريستيان جنسن (بالنرويجية البوكمول: Christian Jensen)‏ هو سياسي نرويجي، ولد في 14 أبريل 1823 ببرغن في النرويج، وتوفي في 3 سبتمبر 1884 في نفس البلد. انتخب وزير وانتخب عمدة وانتخب عضو برلمان النرويج ‏.